# Roger Bobo
Roger Bobo (* 8. Juni 1938 in Los Angeles; † 12. Februar 2023) war ein US-amerikanischer Musiker (Tuba, Basshorn, Waldhorn) und Musikpädagoge.

## Leben und Wirken
Bobo erwarb den Bachelor an der Eastman School of Music und spielte 1956 bis 1962 im Rochester Philharmonic Orchestra unter der Leitung von Erich Leinsdorf; dann war er von 1962 bis 1964 unter Bernard Haitink im Concertgebouw-Orchester beschäftigt. Danach gehörte er 25 Jahre lang dem Los Angeles Philharmonic Orchestra an; in dieser Zeit arbeitete er unter Zubin Mehta, Carlo Maria Giulini und André Previn. Als Sessionmusiker spielte er außerdem bei Aufnahmen von Don Ellis (Autumn, 1968), Neil Diamond, Gerry Mulligan (The Age of Steam, 1971), Earth, Wind & Fire, Jaco Pastorius (Word of Mouth, 1981), Van Dyke Parks sowie des Meridian Arts Ensemble (Smart Went Crazy) und des Los Angeles Brass Quintet. Außerdem wirkte er auch beim Soundtrack des Steven-Spielberg-Films Indiana Jones und der Tempel des Todes (1984) mit.
Auf einem seiner Alben unter eigenem Namen Tuba Libera (Crystal Records) interpretierte er Kompositionen von Dmitri Schostakowitsch, Krzysztof Penderecki, Trygve Madsen, Ion Dumitrescu und Jean-Baptiste Arban. Aufnahmen aus den 1970er und 1980er Jahren enthielt das 2007 erschienene Album Rainbo-Bo: The Man With The Golden Tuba, u. a. mit Morton Subotnicks The First Dream of Light (1980).
Bobo konzipierte das Basshorn als 5-ventiliges Horn, geblasen mit einem sehr großen Kesselmundstück im Tonbereich einer Tuba.
Als Musikpädagoge war er an der Musikschule in Fiesole, an den Musikkonservatorien in Lausanne und Rotterdam, am Royal Northern College of Music in Manchester tätig. Bobo lebt inzwischen in Japan und unterrichtet an der Musashino School of Music in Tokio. Zu seinen Schülern zahlen u. a. Øystein Baadsvik, Michel Godard, Markus Hötzel, Roland Fröscher und Christian Lindberg. Er ist Autor des Lehrbuchs Mastering the Tuba (Editions Bim).
Alexander Arutiunian widmete Bobo sein 1992 entstandenes Concerto for Tuba and Symphony Orchestra in 3 Movements. Die International Tuba Euphonium Association schreibt jährlich die Roger Bobo Awards For Excellence in Recording aus.

## Diskographische Hinweise
- Bobissimo (1969)
- Tuba Nova (1981)
- The Music of William Kraft (Cambria, 1993)
- Tuba Libera (1994)
- Gravity Is Light Today (1997), mit Frøydis Ree Wekre, Roger Kellaway
- Rainbo-bo: The Man With The Golden Tuba (2007)